# Aarnoud Jan van Beeck Calkoen
Aarnoud Jan van Beeck Calkoen (Leiden, 13 april 1805 - Utrecht, 16 december 1874) was een Nederlands politicus en bestuurder, onder meer lid van de Raad van Utrecht en gedeputeerde van de provincie Utrecht.

## Loopbaan
Van Beeck Calkoen, zoon van Jan Frederik van Beeck Calkoen en Isabella Antonia Lucretia van Westrenen, studeerde na zijn gymnasium-opleiding in Groningen rechten aan de Universiteit van Utrecht. Hij promoveerde aldaar in 1830 op de dissertatie 'Observationes aliquot juris publici sacri in Hollandia, desumptae ex historia introductae legis ecclesiasticae, anno 1619. Hij vestigde zich vervolgens als advocaat te Utrecht en werd in 1834 tot secretaris van die stad benoemd. Van  1840 tot 1853 was hij kameraar van de Lekdijk Bovendams en van 1853 tot 1855 was hij hoogheemraad van dit waterschap. Op 7 oktober 1843 werd hij gekozen tot lid van de Raad van Utrecht en enkele maanden daarna werd hij gekozen tot wethouder van Utrecht. Van 1846 tot 1874 was hij lid van Provinciale Staten van Utrecht. Vanaf 1855 tot zijn overlijden in 1874 was hij tevens gedeputeerde van deze provincie. In 1859 werd hij gekozen tot lid van de Eerste Kamer, maar hij weigerde deze functie te aanvaarden.
Van Beeck Calkoen trouwde op 31 juli 1834 met Angelique Henriëtte Hora Siccama en had drie zonen. Hij werd in 1869 benoemd tot ridder in de Orde van de Nederlandse Leeuw.
- Biografisch Portaal: 07067845
- Digitale Bibliotheek voor de Nederlandse Letteren: beec024
- Gemeinsame Normdatei: 102377340
- International Standard Name Identifier: 0000 0000 0368 4808
- Nederlandse Thesaurus van Auteursnamen: 071974156
- Virtual International Authority File: 54536606
- WorldCat: E39PBJktqTcKc7pkr7CVMxrjG3